# Поляки у Південно-Африканській Республіці
Польська діаспора в ПАР (пол. Polonia w Południowej Afryce) — жителі Південно-Африканської Республіки польського походження. За даними Ради польської діаспори в Південній Африці (пол. Rada Polonii w Afryce Południowej), чисельність південноафриканських поляків становить 25—30 тисяч осіб, які проживають переважно в міських агломераціях.

## Історія
Початком польської еміграції до Південної Африки можна вважати міжвоєнний період, коли в Африку прибуло кілька тисяч польських колоністів. Ця кількість значно зросла під час і після Другої світової війни: численною групою іммігрантів стали 12 000 польських вояків і близько 500 польських дітей, переважно сиріт, жертв депортації до Сибіру на початку 1940-х років зі східних країв окупованої Другої Польської Республіки, яких під час Другої світової війни прийняв південноафриканський уряд. 
Другу групу складали поляки, які працювали за контрактами зовнішньоекономічної фірми Polservice і не повернулися у Польщу після закінчення контракту. Найбільше поляків прибувало сюди від початку 1980-х до кінця апартеїду, тобто до 1994 року. В результаті політики апартеїду для роботи були потрібні білі освічені іммігранти. Серед них були поляки, для яких після втечі із-за «залізної завіси» в Західну Європу ця пропозиція була дуже привабливою. Діти іммігрантів могли безплатно відвідувати південноафриканські школи.
Через напружену політичну, соціальну та економічну ситуацію у ПАР багато польських сімей вирішили переїхати у Польщу чи інші країни. Незважаючи на це, в Південно-Африканській Республіці все ще існують польські організації, метою яких є плекання та передача польських традицій та культури. У Кейптауні, Йоганнесбурзі та Вандербейлпарку діють польські парафії, навколо яких зосереджено життя польської діаспори. У Преторії та Йоганнесбурзі працюють польські школи.
Поляки розмовляють переважно англійською та африкаанс. Найчастіше вони змішуються з іншими національними групами, утворюючи змішані сім'ї за національною ознакою, рідше — за расовою. 